# Jabari Blash
Pour les articles homonymes, voir Blash.
Jabari Jerell Blash (né le 4 juillet 1989 à Saint Thomas aux Îles Vierges des États-Unis) est un ancien voltigeur de la Ligue majeure de baseball.

## Carrière
Étudiant à l'école secondaire Charlotte Amalie High School de Saint Thomas, aux Îles Vierges, Jabari Blash est réclamé par les White Sox de Chicago au 29e tour de la séance de repêchage des joueurs amateurs de baseball tenue en juin 2007. Il ignore cependant l'offre pour aller jouer aux États-Unis, plus précisément au Miami Dade College, en Floride. Durant son séjour dans cet établissement, le jeune joueur de baseball est de nouveau repêché à deux reprises par un club des Ligues majeures de baseball : après avoir ignoré les Rangers du Texas, qui l'avaient choisi au 9e tour de sélection en 2009, il signe son premier contrat professionnel en 2010 avec les Mariners de Seattle, qui le sélectionnent au 8e tour.
Blash amorce sa carrière professionnelle en ligues mineures dès 2010 et joue pour des équipes affiliées aux Mariners de Seattle jusqu'en 2015, sans jamais apparaître avec le club majeur. En juin 2014, il est suspendu pour 50 matchs pour avoir utilisé une « drogue récréative » interdite par les ligues mineures, ce qui dans le jargon signifie habituellement la marijuana. Les Mariners perdent Blash au profit des Athletics d'Oakland lors de l'annuel repêchage de règle 5 tenu le 10 décembre 2015. Il est cependant immédiatement transféré des Athletics aux Padres de San Diego, qui cèdent le joueur pour compléter un échange réalisé le 2 décembre précédent dans lequel ils avaient acquis Yonder Alonso et Marc Rzepczynski
Jabari Blash fait ses débuts dans le baseball majeur avec les Padres de San Diego le 4 avril 2016 face aux Dodgers de Los Angeles. Il est le 13e joueur natif des îles Vierges des États-Unis à évoluer en MLB.